# Yrjö Kilpinen
Yrjö Henrik Kilpinen (Hèlsinki, Finlàndia, 4 de febrer de 1892 - 2 de març de 1959) fou un compositor finlandès.
Estudià en el Conservatori de la seva vila natal, i ja des del 1925 havia adquirit quelcom de notorietat com a compositor per les seves cançons originals Fantasia i realitat, El cor i Reflexos, editades a Copenhaguen.
En el II Festival Internacional de Música, celebrat a Venècia amb motiu de l'Exposició biennal de 1934, es donaren a conèixer les seves Sis cançons amb orquestra, per a contralt, que cridaren molta atenció de la critica en aquesta ocasió i que són cantades en els països escandinaus i bàltics tot sovint.
És autor de música de cambra i de diverses col·leccions de cançons típiques finlandeses.